# 竹内良夫
竹内 良夫（たけうち よしお、1916年 - 1993年）は、日本の文芸評論家。
東京生まれ。中国哲学者・竹内照夫は兄。日本大学経済科卒業。1946年読売新聞社入社、文芸欄担当を10年ほど務め、71年12月退社。佐藤春夫、檀一雄、田中英光らと交友があり、同人誌『下界』に参加、西村賢太編集『田中英光私研究』第二輯（1994）に追悼特集があり、田中らをモデルにした小説「告別」（1960）もある。

## 著書
- 『文壇のセンセイたち』学風書院 1957　（中扉は「先生たち」）
- 『華麗なる生涯 佐藤春夫とその周辺』世界書院　1971
- 『頽廃の美学 川端康成その耽美な生涯と文学』日芸出版　1972
- 『春の日の会 文壇資料』講談社 1979
- 『政党政治の開拓者・星亨』芙蓉書房 1984 Fuyo books
- 『大きな夢に挑んだ人 正力松太郎ものがたり』教育企画出版 1988 少年少女伝記ノンフィクション
- 『巨星渋沢栄一・その高弟大川平三郎』教育企画出版 1988 郷土歴史選書

## 共著
- 『太宰治の魅力』桂英澄,別所直樹共著 檀一雄編 大光社 1966
- 『田中英光愛と死と』別所直樹共著 大光社 1967

## 参考
- 『春の日の会』『退廃の美学』著者紹介
- 『田中英光私研究』第二輯